# 5-й кавалерийский корпус (ВСЮР)
5-й кавалерийский корпус (5-й кк) — соединение Вооружённых Сил на Юге России и Добровольческой Армии. Формирование началось 27 июня (10 июля) 1919 года. Первым командиром 5-го кавалерийского корпуса был генерал-лейтенант Я. Д. Юзефович.

## История создания и деятельность
27 июня (10 июля) 1919 года вышел приказ о начале формирования 5-го кавалерийского корпуса в составе управления, 1-й и 2-й кавалерийских дивизий (обе формировались из кадров полков бывшей российской регулярной кавалерии). К концу лета — началу осени 1919 года корпус был практически сформирован и вошёл в состав ВСЮР. Его командиром был назначен генерал-лейтенант Я. Д. Юзефович.
Корпус участвовал в боевых действиях с 1 (14) июля по 1 (14) октября. 14 (27) октября 1919 года в состав корпуса была временно включена Пехотная генерала Алексеева дивизия. Корпус действовал вместе с 1-м армейским корпусом генерал-лейтенанта А. П. Кутепова и участвовал в общем осеннем наступлении войск ВСЮР на Орёл и Курск, а также служил связующим звеном между Добровольческой армией и войсками Киевской области генерала А. М. Драгомирова. В конце 1919 года началось общее отступление ВСЮР; часть 5-го кавкорпуса отступила вместе с войсками Киевской области на юг, в направлении на Одессу, а затем в составе отряда генерала Н. Э. Бредова в Польшу. Основные же части корпуса из-за большой убыли людей в декабре 1919 года были реорганизованы в Сводную кавалерийскую бригаду (2 полка) под командованием генерал-майора И. Г. Барбовича, в начале 1920 года вновь развёрнутую в Сводную кавалерийскую дивизию.
6 (19) января 1920 года последовал приказ о расформировании управления корпуса, что означало фактически и расформирование самого корпуса.

## Командный состав
Командир:
- с 27 июня 1919 по 29 ноября 1919 — генерал-лейтенант Я. Д. Юзефович
- c 28 ноября 1919 по 4 декабря 1919 — генерал-майор И. И. Чекатовский

Начальник штаба:
- лето — осень 1919 — генерал-майор П. А. Кусонский